# Bledius villosus
Bledius villosus är en skalbaggsart som beskrevs av Thomas Casey 1889. Bledius villosus ingår i släktet Bledius och familjen kortvingar. Inga underarter finns listade i Catalogue of Life.